# Soeuria soeur
Soeuria soeur là một loài nhện trong họ Scytodidae. Chúng thuộc chi đơn loài Soeuria, được Michael Ilmari Saaristo miêu tả năm 1997.